# Pascale César
Pour les articles homonymes, voir César.
Pascale César, née le 15 janvier 1967 à Boulogne-sur-Mer (Pas-de-Calais), est une femme politique française. À la suite de l'élection de Laurent Garcia comme maire de Laxou, elle devient députée de la 2e circonscription de Meurthe-et-Moselle en 2022.

## Biographie
Pascale César naît en 1967 à Boulogne-sur-Mer.
Elle vit pendant plus de dix ans en Allemagne, puis elle arrive à Heillecourt en 1983. Elle entre dans la vie active en qualité d'assistante de direction/comptable dans un négoce en produits spéciaux pour le bâtiment. Elle travaille actuellement comme responsable administrative et financière au sein d'une association réalisant des études sur la création d'entreprises, l'innovation et la veille économique en Lorraine[source secondaire nécessaire],,.
Ancienne déléguée de parents d'élèves, elle s'investit dans le milieu associatif en tant que membre actif de l'amicale scolaire, et fait également partie des membres fondateurs de l'association CELS (Contrat éducatif local et social) d'une école heillecourtoise[source secondaire nécessaire].
Elle est élue conseillère municipale d'Heillecourt en 2001, elle devient adjointe à l'action éducative en 2008 et membre de la commission budget et de la commission sport, santé, prévention et sécurité[source secondaire nécessaire].
En 2017, elle accepte d'être la suppléante de Laurent Garcia.
En 2020, elle est réélue au conseil municipal et devient la deuxième adjointe au maire déléguée à la prévention-sécurité, à la circulation et à la communication.
À la suite de l'élection de Laurent Garcia comme maire de Laxou,,,, elle devient députée de la 2e circonscription de Meurthe-et-Moselle le 30 janvier 2022.
Elle siège à l'Assemblée nationale au sein du groupe MoDem.